# 第2號交響曲 (斯克里亞賓)
C小調第2號交響曲，作品29，是亞歷山大·斯克里亞賓的交響曲作品，創作於1901年，1902年1月12日於聖彼得堡由阿纳托利·利亚多夫指揮首演。
第2號交響曲是斯氏早期的作品，亦是其筆下最「傳統」的交響曲創作:iii，樂章之間的主題性關聯相當明顯，傳統的曲式如奏鳴曲式、輪旋曲式的運用也相當徹底。

## 背景
此曲具體的創作時程約在1901年1月至9月間，草稿顯示斯克里亞賓在創作第二樂章時曾遇到不小的瓶頸。

## 分析

### 配器
依照工具書《管弦樂作品手冊》指示，此曲之配器可簡記為"*3 2 3 2—4 3 3 1—tmp+1—str"。

### 結構
此曲共五個樂章，其中第一、第二樂章以及第四、第五樂章之間均不間斷。
1. 行板（Andante），C小調
2. 快板（Allegro），E♭大調
3. 行板（Andante），B大調
4. 暴風雨般的（Tempestoso），F小調
5. 莊嚴的（Maestoso），C大調

第一樂章
第2至第4小節的主題（由單簧管演奏）是整個樂章的核心素材。
第二樂章
第三樂章
第三樂章是此曲創作期間最為順利的樂章，鳥鳴的元素象徵了歡快與滿足。
第四樂章
第五樂章
此樂章的調性和韻律都暗示著嚴肅與剛直的特性，即使斯克里亞賓的本意是寫出「人必勝天的凱旋感」。晚年時，斯氏自己認為第五樂章的音樂使人難以親近，並一度計畫改寫之，惟後來並未實現。

## 軼事
- 當瓦希利·薩弗諾夫（英语：Vasily Safonov）指揮纽约爱乐演出此曲時，他對樂團揮舞自己的總譜：「各位，這就是新的聖經啊！」然而，作曲家安东·阿连斯基的評價卻截然不同，認為應該把這首全無和諧的曲子稱為「刺耳曲」（cacophony）才合適[5][2]:iii。

## 外部連結
- 斯克里亞賓第2號交響曲：国际乐谱典藏计划上的乐谱